# Juli Ernest de Brunsvic-Dannenberg
Juli Ernest de Brunsvic-Dannenberg -Julius Ernst von Braunschweig-Dannenberg (alemany)- (Dannenberg, Alemanya, 11 de març de 1571 - ibídem, 26 d'octubre de 1636) fou un príncep alemany de la casa de Welf, fill del duc Enric III de Brunsvic-Lüneburg (1533-1598) i d'Úrsula de Saxònia-Lauenburg (1545-1620). Va ser duc de Brunsvic-Lüneburg i príncep de Dannenberg de 1598, en morir el seu pare, fins a la seva mort.
L'1 de setembre de 1614 es va casar amb Maria d'Ostfriesland (1582-1616), filla del comte de Frísia Edzard II (1532-1599) i de Caterina Vasa (1539-1610). El matrimoni va tenir dos fills: Segimon Enric (nascut i mort el 1614) i Maria Caterina (1616-1665), casada amb el duc Adolf Frederic I de Mecklenburg-Schwerin (1588-1658).
En morir la seva dona, el 1616 es va tornar a casar amb Sibil·la de Brunsvic-Lüneburg (1584-1652), filla del duc Guillem de Brunsvic-Lüneburg. D'aquest segon matrimoni també en nasqueren dos fills: August (1619) i Anna Maria (1622).
Juli Ernest va morir sense deixar descendència masculina, de manera que el principat de Dannenberg es reunificà amb el de Luneburg, ja que l'heretà el seu germà August.